# Wereldbeker schaatsen 2008/2009 - Wereldbeker 3 - 10.000 meter mannen
De derde van 6 wedstrijden voor de wereldbeker schaatsen 10.000 meter werd gehouden op 23 november 2008 in Moskou.

## Uitslag A-divisie
| rang   | schaatser        | tijd     | punten |
| ------ | ---------------- | -------- | ------ |
| Goud   | Bob de Jong      | 12.59,21 | 100    |
| Zilver | Håvard Bøkko     | 13.00,65 | 80     |
| Brons  | Enrico Fabris    | 13.11,98 | 70     |
| 4      | Ted-Jan Bloemen  | 13.13,77 | 60     |
| 5      | Øystein Grødum   | 13.14,55 | 50     |
| 6      | Roger Schneider  | 13.16,74 | 45     |
| 7      | Hiroki Hirako    | 13.19,64 | 40     |
| 8      | Carl Verheijen   | 13.19,75 | 35     |
| 9      | Mark Ooijevaar   | 13.25,22 | 30     |
| 10     | Sławomir Chmura  | 13.32,67 | 25     |
| 11     | Ivan Skobrev     | 13.34,00 | 20     |
| 12     | Trevor Marsicano | 13.40,89 | 15     |

## Loting
| rit | binnenbaan       | buitenbaan      |
| --- | ---------------- | --------------- |
| 1   | Ivan Skobrev     | Mark Ooijevaar  |
| 2   | Roger Schneider  | Hiroki Hirako   |
| 3   | Trevor Marsicano | Sławomir Chmura |
| 4   | Ted-Jan Bloemen  | Øystein Grødum  |
| 5   | Enrico Fabris    | Bob de Jong     |
| 6   | Carl Verheijen   | Håvard Bøkko    |

## Top 10 B-divisie
| rang | schaatser         | tijd     | punten |
| ---- | ----------------- | -------- | ------ |
| 1    | Sverre Haugli     | 13.12,75 | 35     |
| 2    | Marco Weber       | 13.18,92 | 30     |
| 3    | Moritz Geisreiter | 13.30,45 | 25     |
| 4    | Lucas Makowsky    | 13.31,96 | 21     |
| 5    | Tore Solli        | 13.33,84 | 18     |
| 6    | Ryan Bedford      | 13.34,76 | 15     |
| 7    | Shigeyuki Dejima  | 13.35,14 | 13     |
| 8    | Artjom Beloesov   | 13.37,55 | 11     |
| 9    | Brigt Rykkje      | 13.38,13 | 10     |
| 10   | Johan Röjler      | 13.39,72 | 9      |